# Biocombustible de algas

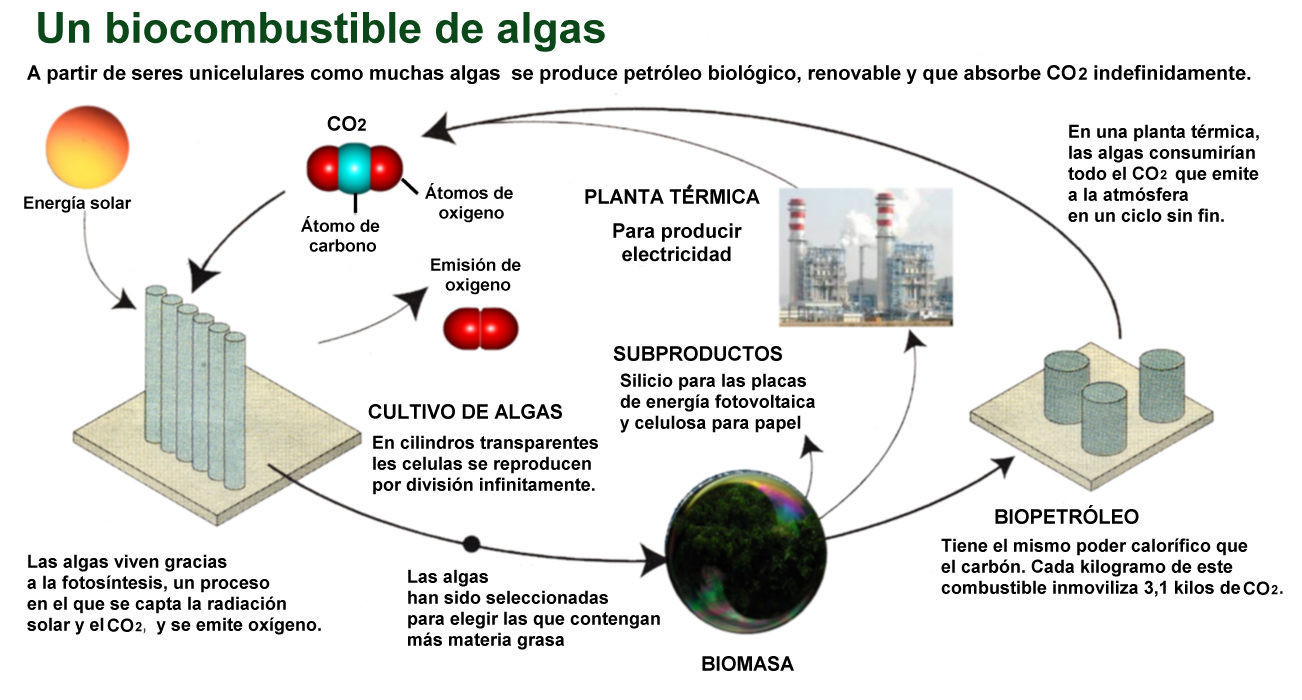
Gráfico

El biocombustible de algas o biodiésel de algas (en inglés: algal fuel, algal oil o algal biofuel) es un biocombustible fabricado a partir de los productos de las algas marinas. Algunos estudios lo sitúan como una posible alternativa a otras fuentes de biocombustible conocidas, como el maíz y la caña de azúcar. Cuando se genera a partir de macroalgas, también se lo conoce en inglés por su variante seaweed oil («combustible de macroalgas»). 

## Contexto
Varias compañías y agencias gubernamentales financian esfuerzos para la reducción de sus costes operativos y de capital, con el fin de lograr que la producción de combustible sea comercialmente viable. Al igual que los combustibles fósiles, este combustible también libera CO2 cuando se quema, pero a diferencia de los primeros, el combustible de algas, así como otros biocombustibles, solo libera el dióxido de carbono recién capturado de la atmósfera con la fotosíntesis a medida que las algas o plantas se desarrollaban. La «crisis» del modelo energético y la crisis alimentaria de principios del siglo XXI despertaron un mayor interés en el cultivo de algas para la producción de biodiésel y otros biocombustibles con el uso de tierras no aptas para la agricultura. Sus principales características positivas son el bajo impacto que su cultivo genera en las reservas de agua dulce, además de la posibilidad de producirse utilizando tanto aguas salinas como residuales; tienen un alto punto de inflamabilidad, son biodegradables y relativamente inofensivos para el medio ambiente en caso de vertido accidental. Sin embargo, el precio de las algas por unidad de masa es mayor que otros cultivos destinados a la producción de biocombustibles de segunda generación, debido a sus altos costos operativos y de capital, aunque su producción por unidad de área está estimada, por algunas fuentes, en un rango de entre 10 y 100 veces mayor. El Departamento de Energía de Estados Unidos estimó que si el combustible de algas reemplazara el consumo de petróleo del país, se requeriría para su cultivo 39 000 kilómetros cuadrados, un 0,42% de la superficie del país, que si bien podría parecer enorme, es menos de una séptima parte de la superficie que Estados Unidos dedicó al cultivo de maíz en el año 2000.
En los últimos años, las perspectivas sobre su viabilidad comercial han cambiado drásticamente. En 2010, el jefe de la «Algal Biomass Organization» declaró que en el año 2018 podría alcanzarse la paridad de precios con el petróleo de otorgarse créditos fiscales a la producción. En 2013 el CEO de Exxon Mobil, Rex Tillerson, especuló que la viabilidad comercial de este combustible «podría demorarse otros 25 años». Para entonces, Exxon llevaba cuatro años en una joint venture con Synthetic Genomics, encabezada por el biólogo Craig Venter y 100 millones de dólares invertidos de los 600 millones comprometidos hasta 2019. En 2017, las dos empresas anunciaron avances en sus investigaciones conjuntas, gracias a que lograron duplicar el contenido de lípidos habitual (del 20% al 40-55%) de una cepa genéticamente modificada de la especie Nannochloropsis gaditana.
Aunque algunas empresas relevantes comenzaron la venta de biocombustible de algas a lo largo de la década de 2010, en 2017 la mayoría de los esfuerzos habían sido abandonados o desviados hacia otras líneas de investigación, manteniéndose apenas unos pocos y sin haberse cumplido las grandes expectativas generadas en los años precedentes.

## Estudios
El 2008 un equipo de expertos de la Universidad de Jaén (UJA), encabezado por Sebastián Sánchez Villasclaras, ha iniciado un estudio de investigación dirigido a la limpieza de aguas residuales terciarias a través de la microalga Botryococcus braunii, que produce grandes cantidades de hidrocarburos líquidos.

## Complementariedad
Los biocombustibles a partir de microalgas encuentran su principal uso como complemento a la electricidad en los vehículos híbridos enchufables.